# Agalenocosa kolbei
Agalenocosa kolbei là một loài nhện trong họ Lycosidae.
Loài này thuộc chi Agalenocosa. Agalenocosa kolbei được Maria Dahl miêu tả năm 1908.